# On Every Street (singolo)
On Every Street è un singolo dei Dire Straits, scritto da Mark Knopfler e tratto dall'omonimo album.
Lato B del singolo è la canzone Romeo and Juliet, tratta dall'album Making Movies.

## Il brano
Questo singolo chiude un'epoca, e forse la stessa storia dei Dire Straits, dal momento che fu uno degli ultimi singoli di successo ad essere trasmesso nelle radio prima del definitivo scioglimento della band. 
Nonostante il singolo successivo The Bug otterrà più consensi, On Every Street venne considerato un brano estremamente elegante, grazie anche a degli arrangiamenti ricercati che convinsero i produttori a sceglierlo come singolo dopo Heavy Fuel.  
La voce di Mark Knopler, la melodia portante, la ritmicità mutevole che si evolve sul finire e gli effetti dei fraseggi chitarristici che si interpolano come background nel finale del brano risentono in maniera evidente delle sonorità degli ultimi Pink Floyd. Diversi critici musicali, di converso, videro vaghe somiglianze tra On Every Street e il singolo High Hopes del 1994 degli stessi Pink Floyd.

## Classifiche
| Classifica (1992) | Posizione massima |
| ----------------- | ----------------- |
| Francia           | 23                |
| Paesi Bassi       | 42                |
| Regno Unito       | 42                |